# Jack Hayes
Pour les articles homonymes, voir Hayes.
Jack Hayes (né en 1904)  fut, pendant la Seconde Guerre mondiale, un agent secret britannique du Special Operations Executive. À ce titre, il effectua trois missions en France.

## Éléments biographiques
Jack Hayes naît le 26 décembre 1904.

### Première mission en France
Définition de la mission : c'est la mission CORSICAN, premier parachutage simultané d'hommes et d'armes en France. Les quatre agents envoyés, instructeurs en sabotage, sont : Clément Jumeau « Robert », Jack Hayes « Victor », Jean Le Harivel « Georges XXV » (également opérateur radio) et Daniel Turberville « Daniel ».
Organisé par Max Hymans « Frédéric », Georges Bégué « Georges » et Jean Pierre-Bloch « Gabriel », le parachutage a lieu à Beleymas, près de Villamblard, Dordogne, dans la nuit du 10 au 11 octobre 1941. Le comité de réception au sol est composé de trois personnes : Jean Pierre-Bloch, Édouard Dupuy et Albert Rigoulet dit « Le Frisé ». Les armes sont contenues dans deux conteneurs. Jack Hayes est arrêté le 24 octobre par la police de Vichy. Il est enfermé successivement à Marseille, Périgueux et Mauzac, d'où il s'évade, le 16 juillet 1942, avec dix camarades (voir l'article évasion de Mauzac). Il rentre en Angleterre via les Pyrénées.

### Deuxième mission en France
Définition de la mission : il est l’un des six membres de la mission SCULLION 1, qui viennent saboter une usine de pétrole synthétique des Télots, près d'Autun.
L'équipe est parachutée dans la nuit du 17 au 18 avril 1943. Constatant que l'usine est trop bien gardée, ils renoncent. La mission échoue.

### Troisième mission en France
Définition de la mission : il est chef du réseau HELMSMAN.
Il est parachuté le 10 juillet 1944 à Fougerolles-du-Plessis où il est réceptionné par comité de réception du réseau SCIENTIST 2 de Claude de Baissac (Denis) et le groupe local FTP dont le commandant est Loulou Pietri au lieu-dit Panama. Hayes a la charge de mener la mission Helmsman, qui consiste à informer les Alliés sur les défenses ennemies et à recruter des guides pour les avant-gardes. Sa mission, qui dure un mois, réussit pleinement, et il rentre en Angleterre le 14 août.

## Identités
- État civil : Jack Beresford (Éric ?) Hayes
- Comme agent du SOE, section F :
  - Nom de guerre (field name) : « Victor »
  - Nom de code opérationnel : HELMSMAN
  - Autre pseudo : capitaine Éric[5]

Parcours militaire : SOE, section F ; grade : lieutenant.

## Reconnaissance

### Distinctions
- Royaume-Uni :  Military Cross
- France :  Médaille de la Résistance française

### Monuments
À Beleymas (Dordogne), au lieu-dit Lagudal, une stèle commémore le parachutage de la mission CORSICAN dans la nuit du 10/11 octobre 1941.